# Cyanoramphus novaezelandiae
Cyanoramphus novaezelandiae là một loài chim trong họ Psittacidae.
Loài vẹt này sinh sống ở New Zealand.
Loài này có đặc trưng bởi bộ lông màu xanh lá cây tươi sáng và các mảng màu đỏ trên đầu. Loài chim đa năng này có thể ăn nhiều loại thức ăn khác nhau và có thể tìm thấy ở nhiều loại môi trường sống. Loài vẹt này từng được phân loại là gần bị đe dọa vì những kẻ săn mồi xâm lấn đã đẩy chúng ra khỏi phạm vi lịch sử của nó nhưng hiện nay được xác định là loài ít quan tâm. Loài này từng phân bố toàn bộ đất nước New Zealand nhưng hiện nay chỉ giới hạn ở một số khu vực trên đất liền và một số đảo ngoài khơi.